# Diospyros rufa
Diospyros rufa är en tvåhjärtbladig växtart som beskrevs av George King och James Sykes Gamble. Diospyros rufa ingår i släktet Diospyros och familjen Ebenaceae. Inga underarter finns listade i Catalogue of Life.